# Långholmens vintertull

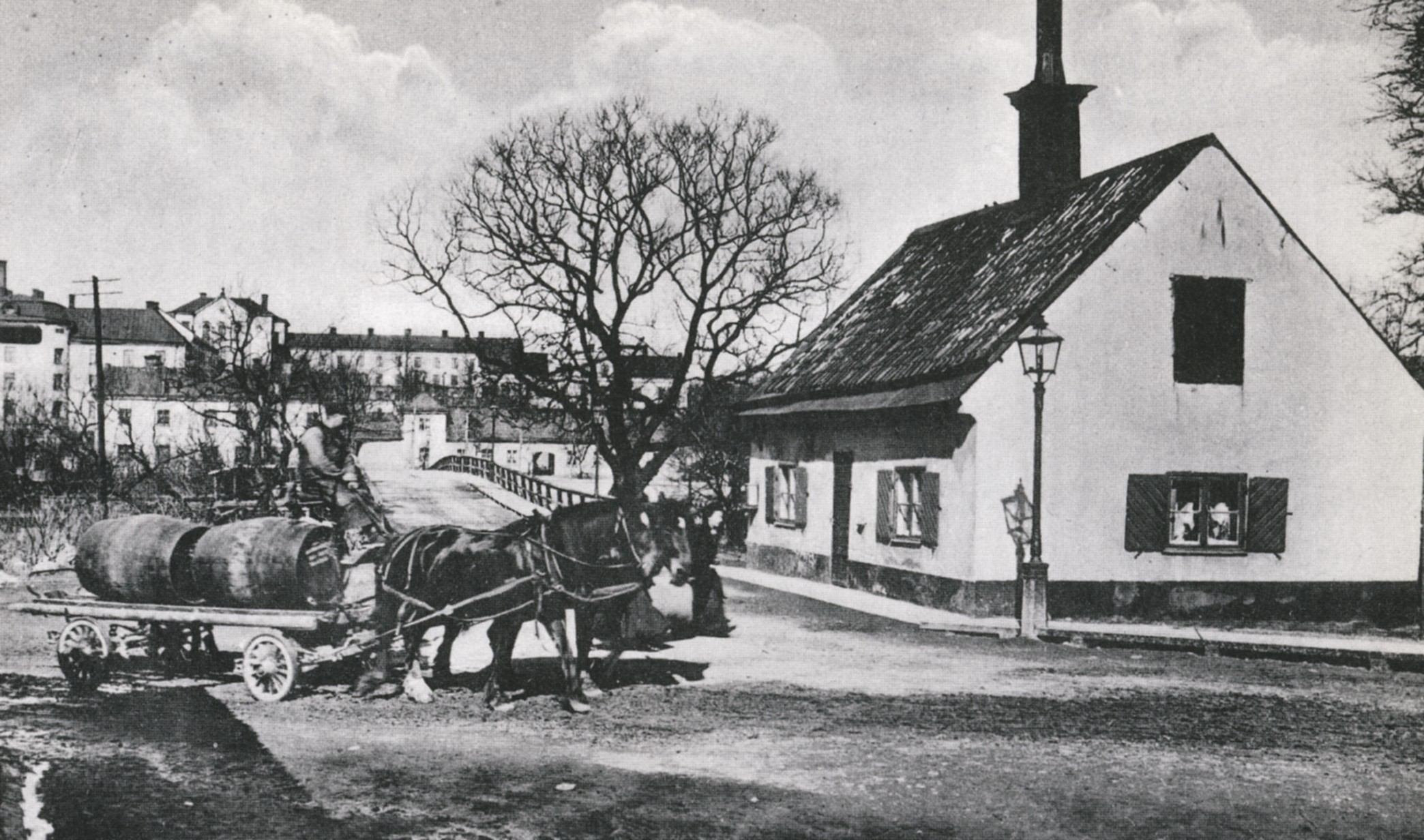
Långholmens vintertullstuga omkring 1910. Långholmens centralfängelse syns i bakgrunden.

Långholmens vintertull var en stadstull vid Pålsundet på Södermalm i Stockholm. Troligen grundades den på 1650-talet. Vintertullen låg mellan Hornstull och Långholmens sjötull, och gjorde det möjligt att ha tullkontroll för transporter på isen vid Pålsundet.
Den första tullstugan var av trä. År 1742 byggdes ett litet stenhus på den östra sidan av Spinnhusbron som Långholmsbron mellan Södermalm och Långholmen då kallades. Tullen har därför även kallats för Spinnhustullen. 
Långholmens vintertull lades ner år 1857, samtidigt som den näraliggande Långholmens sjötull. Tullhuset fanns kvar ytterligare en tid, men revs under 1900-talet då trafiken krävde nytt utrymme.